# Paryzjowie

Terytorium Paryzów.

Paryzjowie lub Paryzowie (łac. Parisii) – historyczne plemię celtyckie w Galii, skupione wokół głównej ich osady Lutecji na wyspie na środkowej Sekwanie, zwanej przez Rzymian Lutetia Parisorum. Stąd nazwa Paryża – miasta, które rozwinęło się z Lutecji.